# FJKM Rasalama Maritiora Ambohipotsy
FJKM Rasalama Maritiora Ambohipotsy est un temple protestant réformé situé à Ambohipotsy, un quartier du 2e arrondissement d'Antananarivo, capitale de Madagascar. Le temple est édifié en 1868 sur le lieu de martyr de Rafaravavy Rasalama, le 14 août 1837.
C'est une paroisse de l'Église de Jésus-Christ à Madagascar, Fiangonan'i Jesoa Kristy eto Madagasikara (FJKM), la principale Église chrétienne du pays.

## Histoire

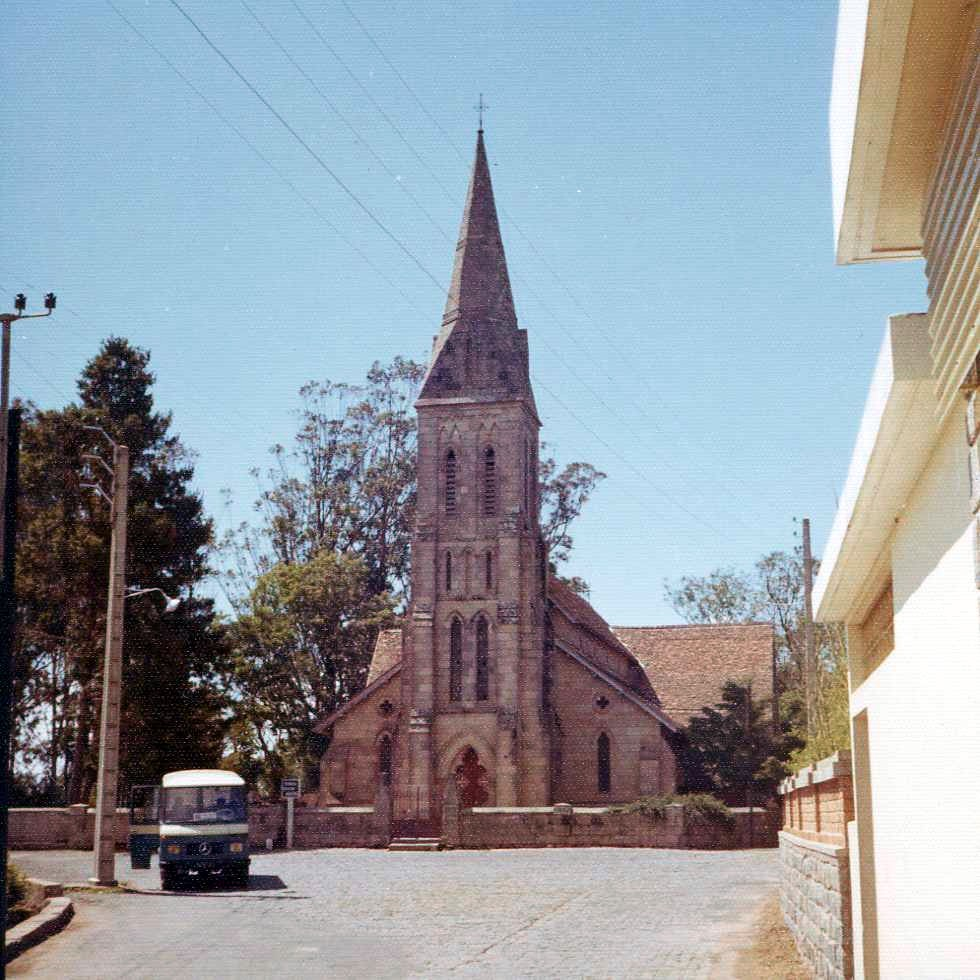
Façade du temple en 2013.

Rasalama est une des premières malgaches à se convertir au christianisme, après des études dans une école tenue fondée par la London Missionary Society. En 1835, la nouvelle reine de Madagascar, Ranavalona Ire, déclare le christianisme illégal. Rasalama est arrêtée et incarcérée. Le 14 août 1837, Rasalama est conduite à Ambohipotsy, au sud-est de la capitale. Elle est exécutée, transpercée d’un coup de lance et on lui refuse toute sépulture.
En 1867, est inauguré sur le lieu de sa prison le temple protestant FJKM Tranovato Ambatonakanga, premier temple en pierre de l'île. Un an plus tard, le 17 novembre 1868, est inauguré le temple protestant FJKM Rasalama Maritiora Ambohipotsy. Les deux édifices sont l’œuvre de l'architecte James Sibree, dessinés dans le style d'architecture romane normande. Ils sont distants de 2,3 km, en passant devant le palais Rova de Manjakamiadana.